# Округ Фергус (Монтана)
Фергус (енгл. Fergus County) је округ у америчкој савезној држави Монтана.

## Демографија
По попису из 2010. године број становника је 11.586, што је 307 (-2,6%) становника мање него 2000. године.
| Група             | 2000.          | 2010.          |
| Белци             | 11.496 (96,7%) | 11.085 (95,7%) |
| Афроамериканци    | 10 (0,1%)      | 25 (0,2%)      |
| Азијати           | 23 (0,2%)      | 27 (0,2%)      |
| Хиспаноамериканци | 96 (0,8%)      | 171 (1,5%)     |
| Укупно            | 11.893         | 11.586         |